# Nhà thờ Hồi giáo Kocatepe
Nhà thờ Hồi giáo Kocatepe là đền thờ Hồi giáo lớn nhất ở Ankara, thủ đô Thổ Nhĩ Kỳ. Nó được xây dựng giữa năm 1967 và 1987 trong quận Kocatepe trong Kızılay, và kích thước của nó và tình hình nổi bật đã làm cho nó một địa điểm nổi bật có thể được nhìn thấy từ hầu như bất cứ nơi nào ở trung tâm Ankara.
Ý tưởng về xây dựng nhà thờ Hồi giáo Kocatepe có từ thập niên 1940. Ngày 08 tháng 12 năm 1944, Ahmet Hamdi Akseki, Phó Chủ tịch Vụ tôn giáo Thổ Nhĩ Kỳ cùng với 72 thành viên sáng lập, thành lập một hội được gọi là "Hội xây dựng một nhà thờ Hồi giáo trong Yenişehir, Ankara". Năm 1947, hội này đã kêu gọi các dự án được phác thảo bởi các kiến trúc sư, nhưng không ai trong số các dự án đệ trình được chấp nhận.
Năm 1956, thông qua những nỗ lực của Adnan Menderes, Thủ tướng Chính phủ Thổ Nhĩ Kỳ lúc đó, đất đai được giao cho dự án để xây dựng một nhà thờ Hồi giáo ở Ankara, và một yêu cầu đối với các dự án đã được thực hiện một lần nữa vào năm 1957. Thời gian này, 36 dự án được đánh giá, với các dự án chung của Vedat Dalokay và Nejat Tekelioğlu được chọn là một trong những được thực hiện.